# Bola del Mundo
De Bola del Mundo of Alto de las Guarramillas (2.265 m) is een berg in de Sierra de Guadarrama, in de regio Madrid, in centraal Spanje. De oorsprong van de naam Bola del Mundo (Nederlands: wereldbol) is gerelateerd aan de installatie van antennes op de top van de berg, die dienen ter versterking van televisiesignalen ten noorden van de Sierra de Guadarrama. De antennes doen denken aan raketten zoals zijn getekend in het stripalbum Raket naar de maan in de serie Kuifje. In de tijd dat de antennes werden geïnstalleerd was er in Spanje slechts één tv-kanaal (het staatskanaal "TVE", wat nu "La 1" is geworden), en het enige programma dat toen uitgezonden werd was "La Bola del Mundo". Door de niet al te gunstige positie, met veel wind, is het niet onwaarschijnlijk dat de functie van de antennes wordt overgenomen door satellieten.

## Beklimming
De snelste beklimming gaat via Puerto de Navacerrada, waarvandaan met een stoeltjeslift een deel van de afstand naar de top afgelegd kan worden tot Dos Castillas. Bovendien bestaat er een privéweg naar de top, die echter niet voor algemeen gebruik is opengesteld.

## Wielersport
De Bola Del Mundo is in 2010 voor het eerst opgenomen in de Ronde van Spanje. Met 22 kilometer  een stijgingspercentage van gemiddeld 6,1% en uitschieters naar 20% is dit een van de zwaarste beklimmingen in de wielersport. In 2010 leverde dit een heroïsche strijd op tussen Vincenzo Nibali en  Ezequiel Mosquera, beide renners maakten nog kans op de eindzege. Mosquera reed Nibali op een flinke achterstand en reed met 1 etappe te gaan virtueel in de rode leiderstrui. Echter, Nibali kwam sterk terug, Mosquera wint wel de etappe met Nibali in zijn wiel waardoor Nibali winnaar werd in 2010.
In 2012 begon een groep van 20 man met een voorsprong aan de beklimming maar deze zou in sneltempo uitdunnen. Uitijdelijk bleven Denis Mensjov en Richie Porte gezamenlijk over en gingen het onderling uitmaken. Er gebeurde lange tijd niets en pas op het allerlaatste moment plaatste Mensjov een versnelling en won de etappe. Achter in het veld werd het ongemeen spannend wanneer Joaquim Rodríguez nog een aanval deed op de tweede plek in het algemeen klassement die wordt bezet door Alejandro Valverde maar deze slaagde echter niet. Igor Antón probeerde nog een plaats te winnen ten kost van Laurens ten Dam die 8e staat maar ook deze poging kende geen succes.
| Jaar | Winnaar                           |
| ---- | --------------------------------- |
| 2010 | Ezequiel Mosquera Vincenzo Nibali |
| 2012 | Denis Menchov                     |